# Bebel García García
Bebel García García   (Ribadeo, 1914 - Punta Herminia, 29 de juliol de 1936) va ser un futbolista i polític gallec.

## Trajectòria
Futbolista del Deportivo de la Corunya. Treballava en el negoci familiar de fàbrica de lleixiu. Militant de les Joventuts Socialistes de La Corunya, es va incorporar a les Joventuts Socialistes Unificades. Amb la revolta del 18 de juliol de 1936 va ser detingut i jutjat a la Corunya per rebel·lió militar. Condemnat a pena de mort, va ser executat a Punta Herminia amb el seu germà France.
Eduardo Galeano li va dedicar un relat on el va definir com a “esquerrà per a jugar i per a pensar”.